# Convolvulus fruticosus
Convolvulus fruticosus är en vindeväxtart som beskrevs av Pallas. Convolvulus fruticosus ingår i släktet vindor, och familjen vindeväxter. Inga underarter finns listade i Catalogue of Life.